# Glu Mobile
Glu Mobile (також відома як Glu Games, торгова марка Glu) - дочірня компанія Codemasters, заснована в червні 2005 року після об'єднання Macrospace Ltd. та Sorrent Inc.
Один з найбільших британських розробників мобільних ігор та додатків.
Головний офіс знаходиться в Сан-Матео, Каліфорнія, США.

## Історія
- 2001 — заснування Sorrent Inc.
- 2004 — заснування Macrospace Ltd.
- 2005 — об'єднання Sorrent Inc. та Macrospace компанією Codemasters
- 2007 — вихід Colin McRae: DiRT
- 2011 — вихід гри по фільму Форсаж 5
- Квітень 2012 — придбання франшизи Deer Hunter[2]
- Серпень 2012 — придбання Gamespy Technologies[3]